# アントニー・ロビンソン
アントニー・ロビンソン（Antonee Robinson, 1997年8月8日 - ）は、イングランド・バッキンガムシャー州ミルトン・キーンズ出身のサッカー選手。プレミアリーグ・フラムFC所属。アメリカ代表。ポジションはDF。

## クラブ経歴
11歳の時にエヴァートンFCのユースアカデミーに入所。2015年にトップチームに昇格。以降U-18やU-23チームでプレーするも、2シーズンでトップチームでのプレーは叶わず。
2017年8月4日、ボルトン・ワンダラーズFCへのローン移籍が発表。2017-18シーズンはEFLチャンピオンシップ (2部リーグ)で30試合に出場。
2018年8月9日、今度はウィガン・アスレティックFCへのローン移籍が決定。2018-19シーズンは2部リーグで26試合に出場。シーズン終了後の2019年7月16日にウィガンへの完全移籍が決まり、3年契約を締結。11月26日のミルウォールFC戦でプロ初ゴールを記録。新天地で主力選手として活躍し、2020年1月にはACミランが獲得に乗り出したものの、メディカルチェックで不備が見つかり、破談に終わってしまった。結局ウィガンに残留となり、2019-20シーズンは38試合1ゴールとフル回転した。
2020年8月20日、フラムFCと4年契約を締結。10月4日のウルヴァーハンプトン・ワンダラーズFC戦でプレミアリーグデビューを果たした。

## 代表経歴
イングランド・ミルトン・キーンズ出身ながら父親が米国籍を保持していたことから、代表はユース世代から一貫してアメリカ代表でプレー。2018年3月にフル代表に初招集。5月28日のボリビア戦で代表デビューを果たした。

## 人物
- 父はイングランド生まれだがニューヨーク州ホワイト・プレインズ育ちで後にアメリカ国籍を取得、ロビンソンは父の国籍を行使してアメリカ代表でプレーしている。

## 代表歴

### 出場大会
- アメリカ代表
  - 2022 FIFAワールドカップ

### 試合数
- 国際Aマッチ 38試合 4得点（2018年-）[9]

| アメリカ代表 | 国際Aマッチ | 国際Aマッチ |
| 年           | 出場        | 得点        |
| ------------ | ----------- | ----------- |
| 2018         | 6           | 0           |
| 2019         | 1           | 0           |
| 2020         | 1           | 0           |
| 2021         | 10          | 1           |
| 2022         | 14          | 1           |
| 2023         | 6           | 2           |
| 2024         |             |             |
| 通算         | 38          | 4           |